# Río Málaya Marka
El río Málaya Marka (en ruso: Малая Марка) es un río del Gran Cáucaso en el distrito de Zelenchuk de la república de Karacháyevo-Cherkesia del sur de Rusia. Es un afluente del río Marka y éste del Aksaút, uno de los componentes del Mali Zelenchuk, que desemboca en el río Kubán.

## Curso
Nace en los lagos de los glaciares de la vertiente norte de los montes Málaya Marka y Azguek, el curso del río baja por un valle de alta montaña por 7.5 km en dirección predominantemente norte hasta que gira al oeste para desembocar en la orilla derecha del Marka en su curso medio.